# Gaoual
Gaoual – miasto w Gwinei, w regionie Boké, siedziba administracyjna prefektury Gaoual.